# Hydrillodes norfolki
Hydrillodes norfolki là một loài bướm đêm trong họ Noctuidae.